# فرودگاه کی چپل
فرودگاه کی چپل (به انگلیسی: Caye Chapel Airport) یک فرودگاه همگانی با کد یاتا CYC است . این فرودگاه در کشور بلیز قرار دارد .